# Медаль Онсагера
Медаль Онсагера (англ. Onsager Medal, норв. Onsagermedaljen) — наукова нагорода, що присуджується дослідникам в одній або кількох предметних галузях хімії, фізики або математики. Вона вручається на вшанування пам'яті Ларса Онсагера, норвезько-американського фізико-хіміка, нобелівського лауреата з хімії (1968). Медаль, виконана за дизайном Гаральда Варвіка, вручається науковцю, обраному комітетом Онсагера в Норвезькому університеті природничих та технічних наук (NTNU).
Планується, що лауреат професорської нагороди пропрацює в NTNU 3–6 місяців. Лауреат лекторської відзнаки прочитає лекцію в університеті.

## Професорська нагорода
- 1993 Джордж Стелл[de], Університет штату Нью-Йорк у Стоуні-Брук, США (статистична фізика)
- 1994 Владислав Лазарєв[ru], Інститут загальної та неорганічної хімії імені М. С. Курнакова[ru], Москва (хімія)
- 1995 Фредерік Герінг[en], Університет Мічигану (математика)
- 1996 Ганс ван Леувен[en], Лейденський університет (статистична фізика)
- 1997 Дік Бедо (нід. Dick Bedeaux, Лейденський університет (фізична хімія)
- 1998 Віраваллі С. Варадараджан[en], Університет Каліфорнії в Лос-Анджелесі, США (математика)
- 1999 Ар'є Ізерлес[en], Кембриджський університет (математика)
- 2000 Віктор Хавін[de], Санкт-Петербург (математика)
- 2001 Девід Брант(інші мови), Університет Каліфорнії в Ірвайні, США (хімія)
- 2002 Джон Ньюмен[en], кафедра хімічної інженерії, Університет Каліфорнії, США (хімічна технологія)
- 2003 Мігель Рубі[no], фізичний факультет, кафедра фундаментальної фізики, Барселонський університет, Іспанія (хімія)
- 2004 Жорже Батруні (англ. George Batrouni), Університет Ніцци, Франція (фізика)
- 2005 Олександр Вольберг[en], Університет штату Мічиган, США (математика)
- 2006 Джон Клаудер[en], кафедри фізики і математики, Університет Флориди. США (фізика і математика)
- 2007 Метью Ернст(інші мови), Інститут теоретичної фізики, Утрехтський університет, Нідерланди (фізика)
- 2008 Пітер Райзборо (англ. Peter S. Riseborough), кафедра фізики, Темпльський університет, Філадельфія, США (фізика)
- 2009 Герріт Ернст-Вільгельм Бауер[en], Інститут нанонауки Кавлі, Делфтський технічний університет, Нідерланди (фізика)
- 2010 Елізабет Бушо[en], кафедра фізики і хімії поверхонь та меж поділу у CEA Paris-Saclay[en], Жиф-сюр-Іветт, Франція (фізика)
- 2011 Джордж Шерер (англ. George W. Scherer), англ. W. L. Knapp, Принстонський університет, США
- 2012 Річард Спонтак[no], кафедра матеріалознавства та інженерії, кафедра хімічної та біомолекулярної інженерії, Університет штату Північна Кароліна, США
- 2013 Рейнаут Квіспел (англ. Reinout Quispel), Університет Ла Троба[en], Мельбурн, Австралія
- 2014 Xiangyu Zhou[en], Китайська академія наук, Пекін, Китай
- 2015 Маттіас Ешріг (англ. Matthias Eschrig), Роял Голловей[en], Велика Британія
- 2016 Жан Верман[en], Федеральна вища технічна школа Цюриха, Швейцарія
- 2017 англ. Jian-Min Zuo, Університет Іллінойсу в Урбана-Шампейн, США
- 2018 Аеро Заксман[fr], Гельсінський університет, Фінляндія
- 2019 Даан Френкель, Кембриджський університет
- 2020 Лоренц Біглер[en], Університет Карнегі-Меллон, США
- 2023 порт. Helena Godinho, Новий Лісабонський університет, Португалія (матеріалознавство)
- 2024 англ. Alexei Gruverman, Університет Небраски в Лінкольні[en], США (фізика)
- 2025 фр. Lydéric Bocquet, Вища нормальна школа (Париж), Франція (фізика)

## Почесна лектура
- 1993 Майкл Фішер[en], Університет Меріленду (статистична фізика)
- 1994 Менджамін Відом[en], Корнелльський університет (статистична фізика і фізична хімія)
- 1995 Вернер Ебелінг (фізик)[de], Берлінський університет імені Гумбольдтів, Німеччина (фізична хімія)
- 1996 Расселл Доннеллі[en], Університет Орегону (надплинні рідини)
- 1997 П'єр Жиль де Жен, Колеж де Франс (фізика)
- 1998 Елліот Ліб, Принстонський університет (фізика і математика)
- 1999 Генк Леккеркер (нід. Henk N. W. Lekkerkerker), Утрехтський університет, Утрехт (колоїдна хімія)
- 2000 Воен Джонс, Університет Каліфорнії в Лос-Анджелесі, США (математика)
- 2001 Майкл Беррі, Бристольський університет (математична фізика)
- 2002 Френк Стілінджер[en], кафедра хімії, Принстонський університет, США (хімія)
- 2003 Айвар Джайєвер, кафедра фізики, Політехнічний інститут Ренсселера (фізика)
- 2004 Лео Каданов[en], кафедра фізики і математики, Чиказький університет, США (фізика і математика)
- 2005 Брайан Піппард, Кавендіська лабораторія, Кембриджський університет (фізика)
- 2006 Родні Бакстер[en], Центр математики та її застосування, Інститут математичних наук, Австралійський національний університет (фізика і математика)
- 2007 Роберт Лафлін, кафедра фізики, Стенфордський університет  (фізика)
- 2008 Теренс Тао, кафедра математики, Університет Каліфорнії в Лос-Анджелесі, США (математика)
- 2009 Бертран Гальперін[en], кафедра фізики, Гарвардський університет (фізика)
- 2010 Інгрід Добеші, кафедра математики, Принстонський університет, США (математика)
- 2011 Пітер Ганґґі[en], Інститут фізики, Аугзбурзький університет[en], Німеччина
- 2012 Арнольд Левін[en], Інститут перспективних досліджень, Принстонський університет, США
- 2013 Станіслав Смирнов, Женевський університет, Швейцарія
- 2014 Котянтин Новосьолов, Манчестерський університет, Велика Британія
- 2015 Жан-Марі Лен, Колеж де Франс і Лабораторія супрамолекулярної хімії, Страсбург, Франція
- 2016 Штефан Гелль, Інститут біофізичної хімії імені Макса Планка[en], Геттінген, Німеччина
- 2017 Мей-Бритт Мозер і Едвард Мозер, Інститут системної нейронауки ім. Кавлі та центр біології пам'яті, NTNU, Тронгейм, Норвегія
- 2018 Ів Мейєр, École normale supérieure Paris-Saclay
- 2019 Лене Гау, Гарвардський університет, США
- 2020 Емманюель Шарпантьє, Дослідницький центр Макса Планка з вивчення патогенів[de], Німеччина (молекулярна біологія)
- 2023 Роджер Бландфорд, Стенфордський університет, США (фізика)
- 2024 Мартін Гайрер, Федеральна політехнічна школа Лозанни, Швейцарія (математика)
- 2025 Пабло Харільо-Ерреро, Массачусетський технологічний інститут, США (фізика)